# Natalya Melekhina
Natalya Nikolaevna Melekhina (en russe : Наталья Николаевна Мелёхина, Natalia Nikolaïevna Meliokhina), née le 5 avril 1962 à Tcheliabinsk et morte le 28 mars 2024, est une coureuse cycliste soviétique puis russe.

## Palmarès sur route
- 1989
  -  Médaillée d'or du championnat du monde du contre-la-montre par équipes
- 1990
  - Tour de la Drôme
    - 5e étape
    - 2e du classement général

  -  Médaillée de bronze du championnat du monde du contre-la-montre par équipes